# Andrena khabarovi
Andrena khabarovi är en biart som beskrevs av Osytshnjuk 1986. Andrena khabarovi ingår i släktet sandbin, och familjen grävbin. Inga underarter finns listade i Catalogue of Life.